# Dinastia XI d'Egipte
La dinastia XI de l'antic Egipte fou una dinastia sorgida a Tebes que va governar al tomb del final del tercer mil·lenni (entre 2100 aC i 1900 aC).
Mentre la dinastia VI continuava la seva decadència amb les dinasties VII i VIII, els nomarques d'arreu es feren més poderosos, especialment els de Tebes i els d'Heracleòpolis. Foren aquests darrers (dinasties IX i X) els que van posar fi a les dinasties memfites (VII i VIII), però no van poder unificar el país perquè els nomarques de Tebes no els reconeixien com a únics sobirans, que tanmateix en algun moment van assolir el títol reial.
La dinastia XI cal dividir-la en dues fases: Una primera, en la qual els nomarques, amb títol reial o sense, només governaven un territori reduït, però que van estendre a la regió entre Abidos i Assuan. L'ancestre seria Antef, fill d'Ikui. Una segona, en què Heracleòpolis i Memfis i el Baix Egipte són ocupats i el país queda unificat. La línia de sobirans en algunes llistes comencen amb Mentuhotep I (en realitat II), l'unificador i, per tant, no s'hi hauria de comptar Mentuhotep, que només va ser nomarca i no va governar sobre tot l'Egipte.
Aquesta dinastia establí les bases arquitectòniques que es desenvolupen en l'Imperi mitjà. Una de les seves fites és haver obert el comerç amb el Punt, suposadament al corn d'Àfrica, a l'extrem nord de Somàlia, d'on es portava marfil, encens, goma i perfums.
Al final, altre cop va tornar el desordre: una possible guerra civil entre dos pretendents al sud del país, a la Baixa Núbia, amb altres aspirants dominant alguns territoris o succeint al primer rebel. Normalment, es considera que el visir Amenemhet va donar un cop d'estat i va assolir el poder amb el nom d'Amenemhet I, i que va fer esborrar els registres del govern de Mentuhotep III, al qual des de llavors van considerar usurpador; d'altres pensen que Mentuhotep III va morir sobtadament sense fills i que Amenemhet va agafar el poder sobre altres aspirants; però, alguns erudits pensen que no fou tan fàcil, i fos per un cop d'estat o per l'extinció de la línia directa, es va produir una guerra civil de la qual Amenemhet va sortir triomfant.
La llista de monarques es pot establir de la manera següent:
- Antef
- Mentuhotep (I)
- Antef I
- Antef II
- Antef III
- Mentuhotep I (II)
- Mentuhotep II (III)
- Mentuhotep III (IV)
- Antef IV Kakare
- Segerseni Menkhekare
- Iyibkhentre